# Blois-sur-Seille
Pour les articles homonymes, voir Blois (homonymie) et Seille.
 (octobre 2017).
Si vous disposez d'ouvrages ou d'articles de référence ou si vous connaissez des sites web de qualité traitant du thème abordé ici, merci de compléter l'article en donnant les références utiles à sa vérifiabilité et en les liant à la section « Notes et références ».
Blois-sur-Seille est une commune française située dans le département du Jura, dans la région culturelle et historique de Franche-Comté et la région administrative Bourgogne-Franche-Comté.

## Géographie
Situé au confluent de deux reculées du Revermont, Blois-sur-Seille est un petit village, entouré de falaises au pied desquelles s'écoule la Seille qui prend sa source un peu plus au nord. La commune est implantée à équidistance de Poligny et Lons-le-Saunier, et constitue un site typique des reculées du massif jurassien.

### Climat
Pour des articles plus généraux, voir Climat de la Bourgogne-Franche-Comté et Climat du département du Jura.
En 2010, le climat de la commune est de type climat de montagne, selon une étude du Centre national de la recherche scientifique s'appuyant sur une série de données couvrant la période 1971-2000. En 2020, Météo-France publie une typologie des climats de la France métropolitaine dans laquelle la commune est exposée à un climat semi-continental et est dans la région climatique  Jura, caractérisée par une forte pluviométrie en toutes saisons (1 000 à 1 500 mm/an), des hivers rigoureux et un ensoleillement médiocre. 
Pour la période 1971-2000, la température annuelle moyenne est de 10,2 °C, avec une amplitude thermique annuelle de 17,1 °C. Le cumul annuel moyen de précipitations est de 1 360 mm, avec 13,3 jours de précipitations en janvier et 9,3 jours en juillet. Pour la période 1991-2020, la température moyenne annuelle observée sur la station météorologique de Météo-France la plus proche, « Le Fied_sapc », sur la commune du Fied à 4 km à vol d'oiseau, est de 9,8 °C et le cumul annuel moyen de précipitations est de 1 434,5 mm. 
La température maximale relevée sur cette station est de 37,3 °C, atteinte le 19 juillet 2022 ; la température minimale est de −28,4 °C, atteinte le 20 décembre 2009,,. 
Les paramètres climatiques de la commune ont été estimés pour le milieu du siècle (2041-2070) selon différents scénarios d'émission de gaz à effet de serre à partir des nouvelles projections climatiques de référence DRIAS-2020. Ils sont consultables sur un site dédié publié par Météo-France en novembre 2022.

## Urbanisme

### Typologie
Au 1er janvier 2024, Blois-sur-Seille est catégorisée commune rurale à habitat dispersé, selon la nouvelle grille communale de densité à sept niveaux définie par l'Insee en 2022.
Elle est située hors unité urbaine. Par ailleurs la commune fait partie de l'aire d'attraction de Lons-le-Saunier, dont elle est une commune de la couronne,. Cette aire, qui regroupe 139 communes, est catégorisée dans les aires de 50 000 à moins de 200 000 habitants,.

### Occupation des sols
L'occupation des sols de la commune, telle qu'elle ressort de la base de données européenne d’occupation biophysique des sols Corine Land Cover (CLC), est marquée par l'importance des territoires agricoles (66 % en 2018), une proportion sensiblement équivalente à celle de 1990 (65,4 %). La répartition détaillée en 2018 est la suivante : 
zones agricoles hétérogènes (54,3 %), forêts (34 %), prairies (7,8 %), terres arables (3,8 %). L'évolution de l’occupation des sols de la commune et de ses infrastructures peut être observée sur les différentes représentations cartographiques du territoire : la carte de Cassini (XVIIIe siècle), la carte d'état-major (1820-1866) et les cartes ou photos aériennes de l'IGN pour la période actuelle (1950 à aujourd'hui).

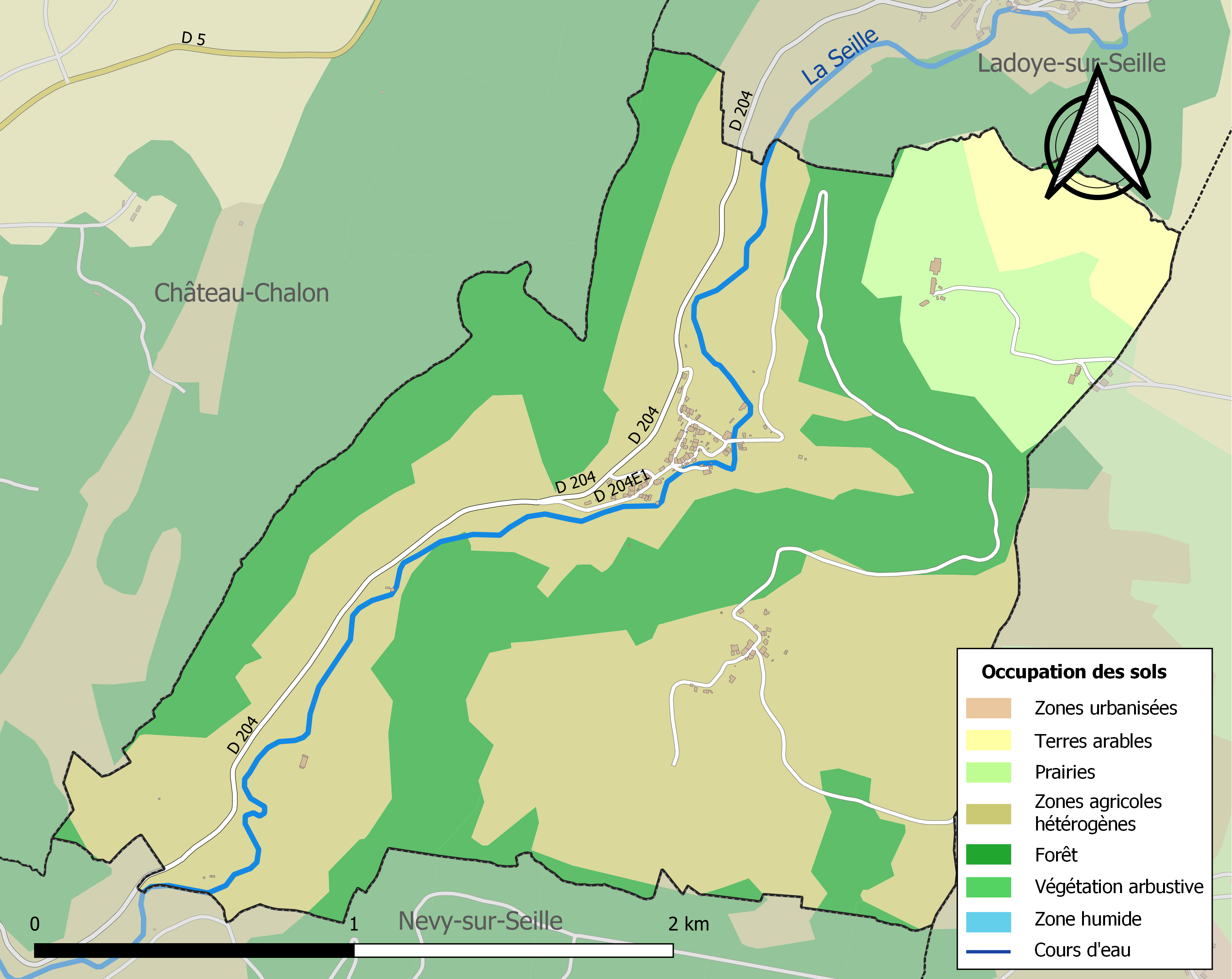
Carte des infrastructures et de l'occupation des sols de la commune en 2018 (CLC).

## Histoire
Apparue au Ve siècle sous le nom de Villa Blez integra dans les registres de l'abbaye de Château-Chalon (Castrum Caroli) dont elle dépendait, cette communauté devenue commune comme tant d'autres à la Révolution française, tire son nom du celte blez qui signifie « loup ». BLOIS-SUR-SEILLE est donc la vallée aux loups. Un champ situé sur le plateau au hameau du Chaumois Boivin porte encore le nom de « la Louvrasse ». Brûlé en 888 lors des invasions normandes (Vikings), le village se reforme sur le plateau au lieu-dit « le Châtelet » non loin de l'autre hameau du Chaumois Martin. Cité en 1165 dans le chapitre des droits et revenus de l'abbaye de Château-Chalon, il est placé sous la tutelle de Frédéric Barberousse, époux de la comtesse Béatrice de Bourgogne.
Lors de la guerre de Dix Ans (1635-1643) menée dans le comté de Bourgogne par les troupes de Louis XIII et ses mercenaires suédois, le village est pillé et détruit. Les habitants fuient en Suisse et dans le Dauphiné, indépendants. Le village est inhabité de 1638 à 1646. L'église détruite à cette époque est reconstruite sur son emplacement actuel en 1690. Aux environs de 1650, de nouveaux Blésiens repeuplent le village et y font souche (certaines familles originelles sont encore représentées aujourd'hui). Toutes les maisons les plus anciennes sont reconstruites après 1700, comme l'attestent les dates figurant aux frontons de celles-ci ainsi que sur les plaques en fonte des cheminées (1717 à 1794).
Pendant la Révolution française, les tout nouveaux citoyens rédigent leur cahier de doléances que deux émissaires présenteront au parlement de Poligny en vue de participer aux États généraux qui donneront naissance à l'Assemblée constituante de 1789. Ils élisent leur premier conseil municipal et son premier maire : Maurice Brocard, dernier échevin des abbesses en exercice. En 1790, l'abbaye de Château-Chalon est dissoute et tous les biens des abbesses sont redistribués en 1791 aux toutes nouvelles communes (dont les prés et bois communaux situés à Granges-de-Ladoye). Les citoyens blésiens érigent leur mairie-école en 1842 et placent l'emblématique statue de Jeanne d'Arc sur la fontaine de la place centrale en 1895.

## Politique et administration
| Période      | Période   | Identité         | Étiquette | Qualité                   |
| ------------ | --------- | ---------------- | --------- | ------------------------- |
| mars 1971    | mars 1995 | Noël Marguet     | SE        | Agriculteur               |
| mars 1995    | juin 2020 | Arlette Guichard | SE        | Retraitée                 |
| juillet 2020 | En cours  | Laurent Besançon | DVD       | Cadre technique forestier |

## Démographie
L'évolution du nombre d'habitants est connue à travers les recensements de la population effectués dans la commune depuis 1793. Pour les communes de moins de 10 000 habitants, une enquête de recensement portant sur toute la population est réalisée tous les cinq ans, les populations de référence des années intermédiaires étant quant à elles estimées par interpolation ou extrapolation. Pour la commune, le premier recensement exhaustif entrant dans le cadre du nouveau dispositif a été réalisé en 2007.

En 2022, la commune comptait 101 habitants, en évolution de −7,34 % par rapport à 2016 (Jura : −0,81 %, France hors Mayotte : +2,11 %).
| 1793 | 1800 | 1806 | 1821 | 1831 | 1836 | 1841 | 1846 | 1851 |
| ---- | ---- | ---- | ---- | ---- | ---- | ---- | ---- | ---- |
| 350  | 367  | 377  | 342  | 346  | 342  | 342  | 343  | 326  |

| 1856 | 1861 | 1866 | 1872 | 1876 | 1881 | 1886 | 1891 | 1896 |
| ---- | ---- | ---- | ---- | ---- | ---- | ---- | ---- | ---- |
| 303  | 301  | 286  | 274  | 276  | 279  | 254  | 249  | 246  |

| 1901 | 1906 | 1911 | 1921 | 1926 | 1931 | 1936 | 1946 | 1954 |
| ---- | ---- | ---- | ---- | ---- | ---- | ---- | ---- | ---- |
| 226  | 224  | 221  | 200  | 180  | 182  | 157  | 142  | 131  |

| 1962 | 1968 | 1975 | 1982 | 1990 | 1999 | 2006 | 2007 | 2012 |
| ---- | ---- | ---- | ---- | ---- | ---- | ---- | ---- | ---- |
| 113  | 100  | 89   | 82   | 79   | 82   | 98   | 100  | 112  |

| 2017 | 2022 | - | - | - | - | - | - | - |
| ---- | ---- | - | - | - | - | - | - | - |
| 105  | 101  | - | - | - | - | - | - | - |

## Économie et tourisme
Blois-sur-Seille fait partie du "Bon Pays" ou "Revermont", et bénéficie de nombreuses richesses naturelles[non neutre] à partir desquelles s'est élaborée l'économie locale. Sur le plateau se trouvaient les "granges" où se stockaient les moissons et les chaumes (qui sont à l'origine du nom des deux hameaux). Sur toutes les pentes bien exposées se cultivait la vigne (cépages nobles de l'AOC Côtes du Jura: savagnin, chardonnay, pinot noir, trousseau, poulsard) jusque dans les années 1980.
Au fond de la vallée, la Seille a permis l'installation de plusieurs petites industries locales (moulin à farine, forge, saboterie, tournerie), la plupart ayant fonctionné jusque dans les années 1960. Un chalet de fromagerie assurait la collecte du lait des fermes alentour, grâce[non neutre] notamment à l'existence d'un téléphérique, et produisait du comté jusqu'en 1982. Unique dans le département, cette installation construite en 1893 par un artisan de Saint-Lamain permettait aux éleveurs du plateau de faire descendre par gravité les bouilles à lait jusqu'à la fromagerie en leur évitant un long détour par des pistes escarpées. Cet édifice composé de deux maisonnettes reliées par des câbles (tracteurs et porteurs) a été restauré en 1998 et 1999 par le comité des fêtes des "Loups de Blois". En 2022, après 18 mois d'un projet de mise aux normes par une entreprise spécialisée, le téléphérique devient une attraction touristique,.
Un atelier de ferrage érigé en 1956 permettait d'équiper bœufs et chevaux pour les tâches agricoles ou forestières. Actuellement, Blois ne compte plus qu'un seul éleveur dans la vallée et ce sont des exploitants des communes du plateau qui acheminent en saison les troupeaux de montbéliardes ou de charolaises. Actuellement, la forêt communale, avec 157 hectares de feuillus et résineux, assure une part non négligeable des revenus communaux.

## Lieux et monuments
- Mairie 1842
- Église Saint-Gilles (XVIIe-XIXe), inscrite à l'IGPC depuis 1986[19] ;
- Fermes (XVIIIe-XIXe), inscrites à l'IGPC depuis 1986[20],[21],[22],[23],[24],[25] ;
- Ponts (XVIIIe), inscrits à l'IGPC depuis 1986[26],[27],[28] ;
- Croix de mission (XIXe), inscrites à l'IGPC depuis 1986[29],[30],[31] ;
- Oratoires (XIXe), inscrits à l'IGPC depuis 1986[32],[33],[34] ;
- Téléphérique à lait (XIXe), reliant le village au hameau de Chaumois-Boivin ("le Câble") : long de 500 mètres avec un dénivelé de 190 mètres, il permettait le transport des bidons de lait[35].
- Atelier de ferrage (XXe) ("le Travail")
- Alambic (XVIIe-XVIIIe???)
- Fontaine Jeanne d'Arc (XIXe), la statue est due à Adolphe Roberton
- Fontaine voutée (XVIIe-XVIIIe???)
- Abeillés (ruchers en pierres sèches) (XVIIe-XVIIIe???)
- Cabanes de bergers ("cabordes") (XVIIe-XVIIIe???)

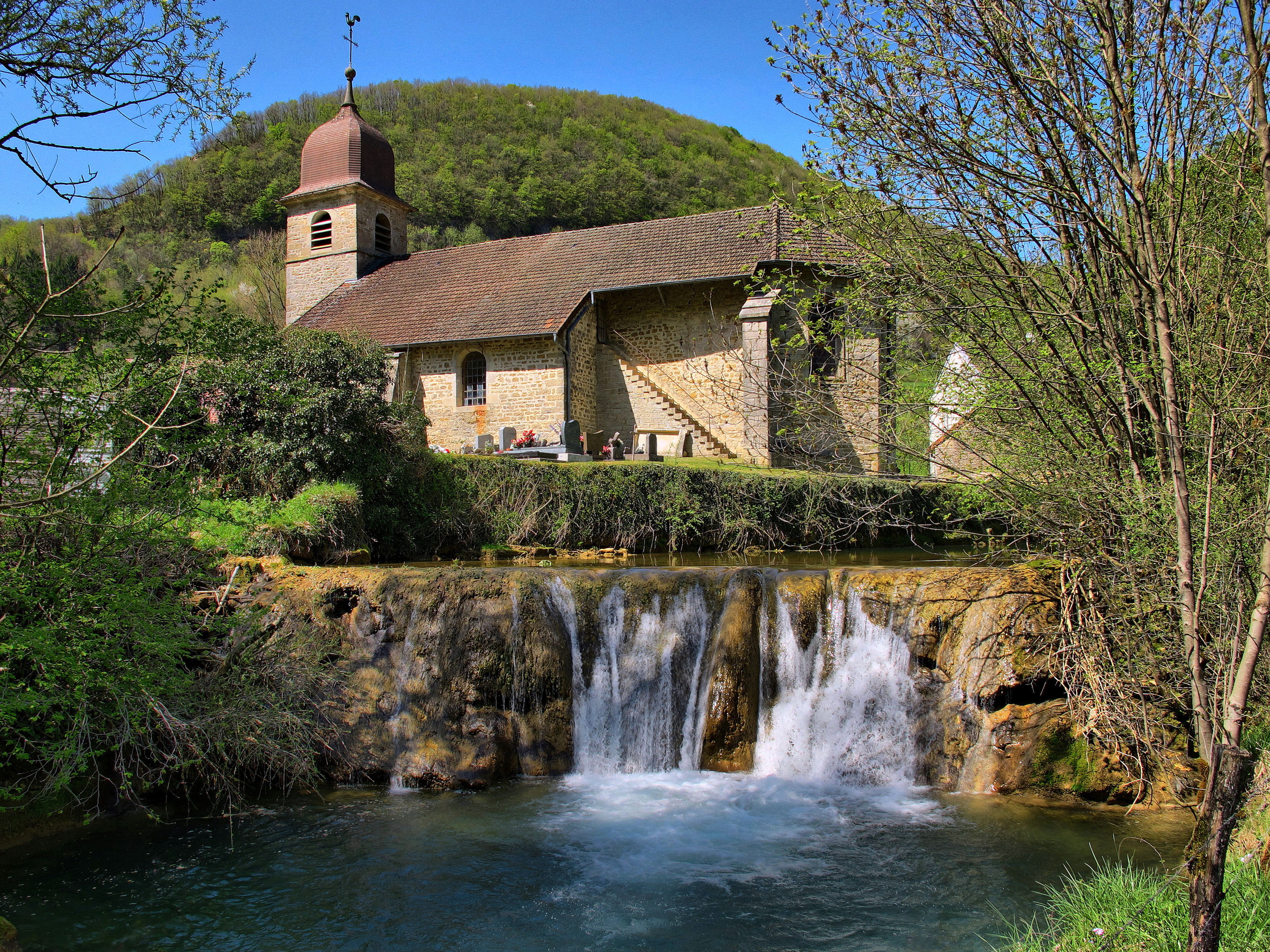
L'église St Gilles et l'écluse sur la Seille.
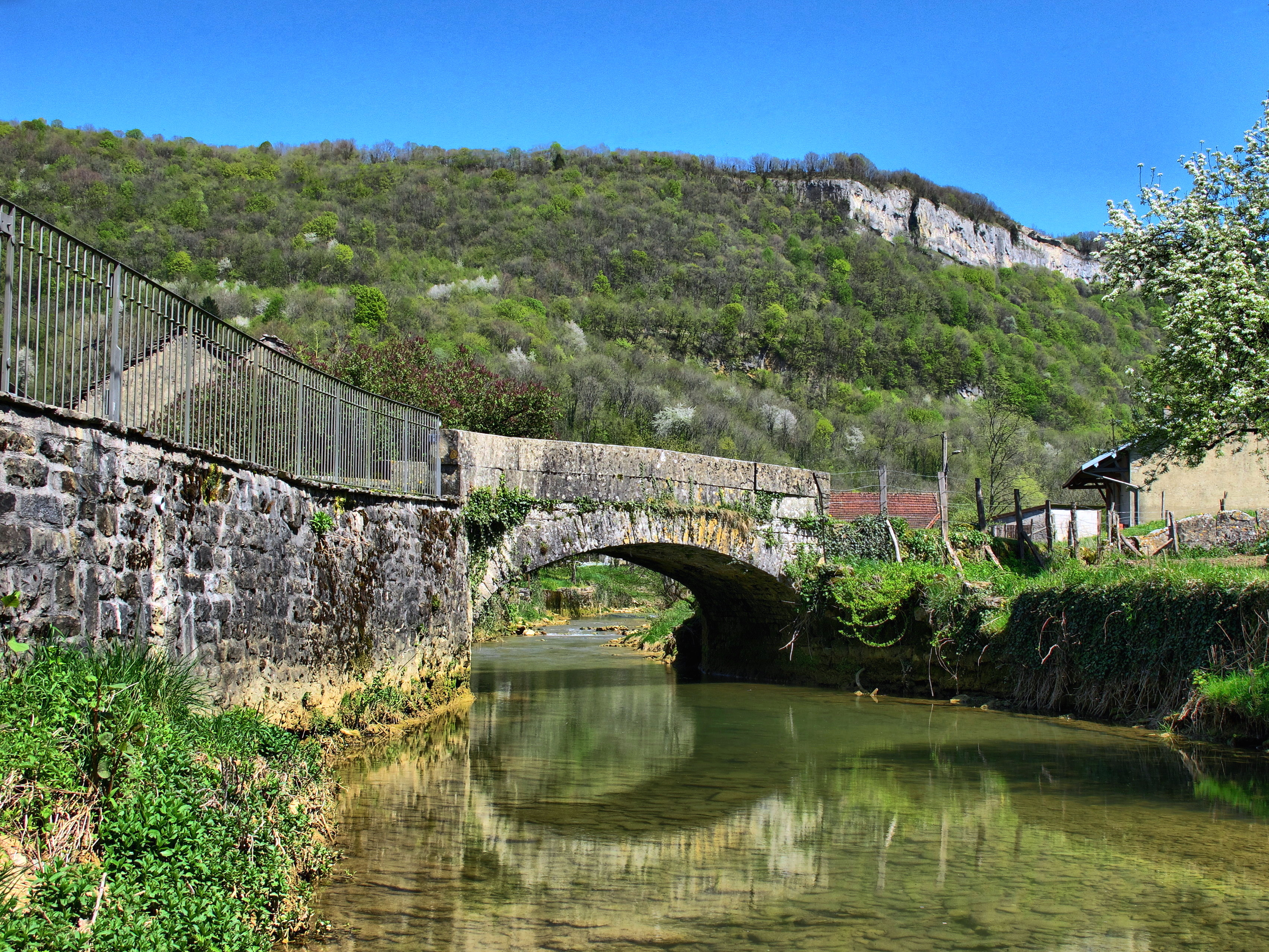
Le pont "Boivin" face à la mairie.
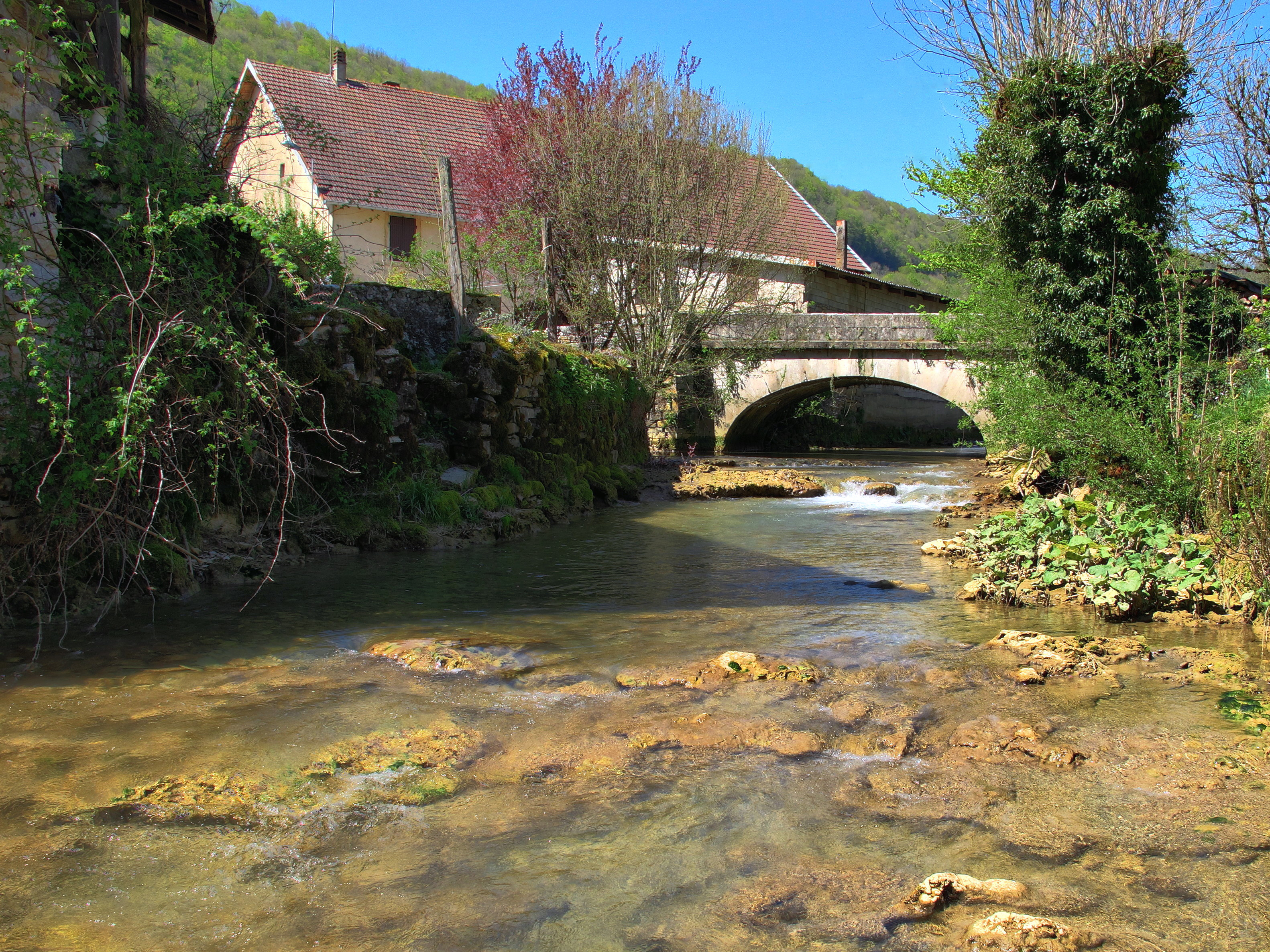
Le pont "Martin" en haut du village.
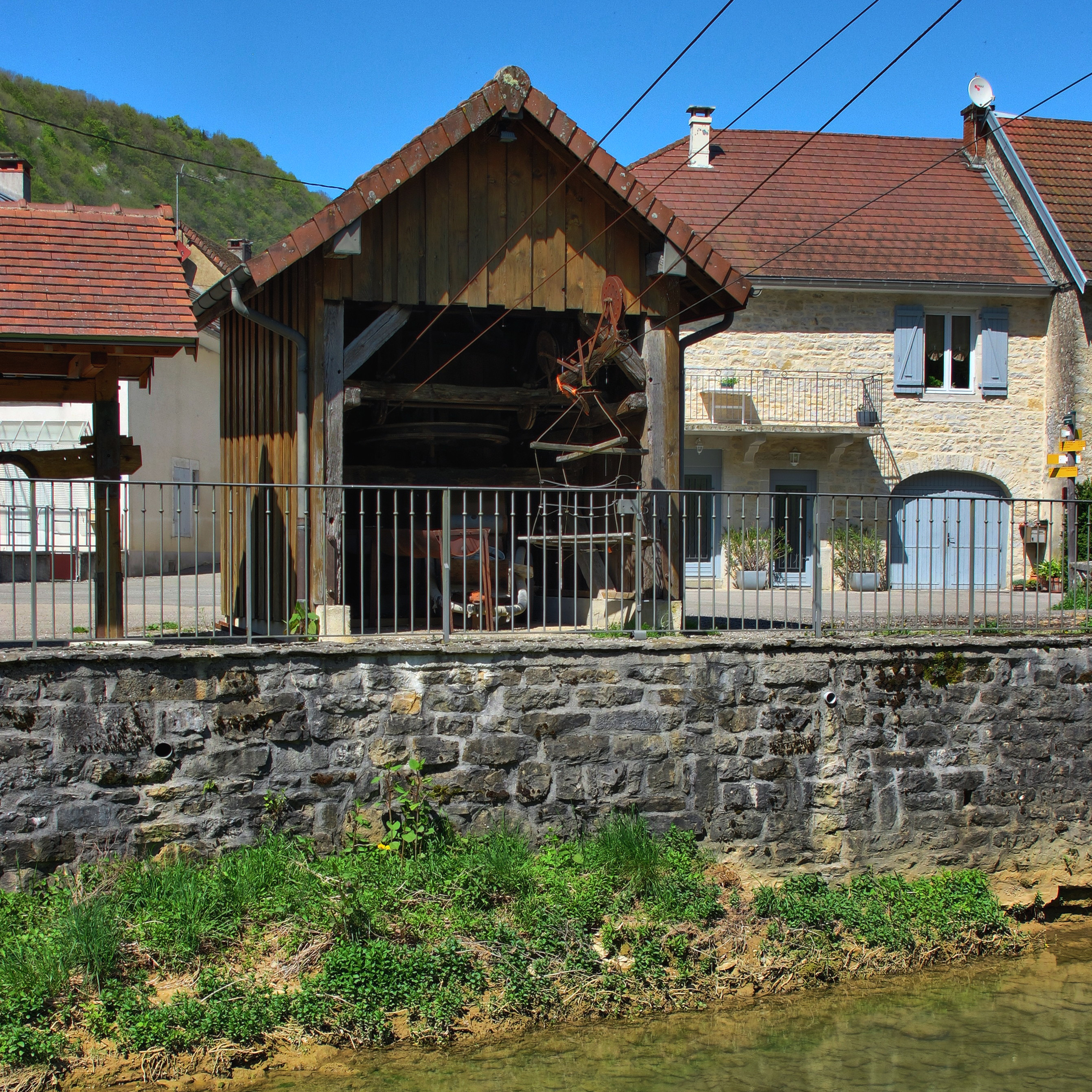
Le téléphérique porte-lait.
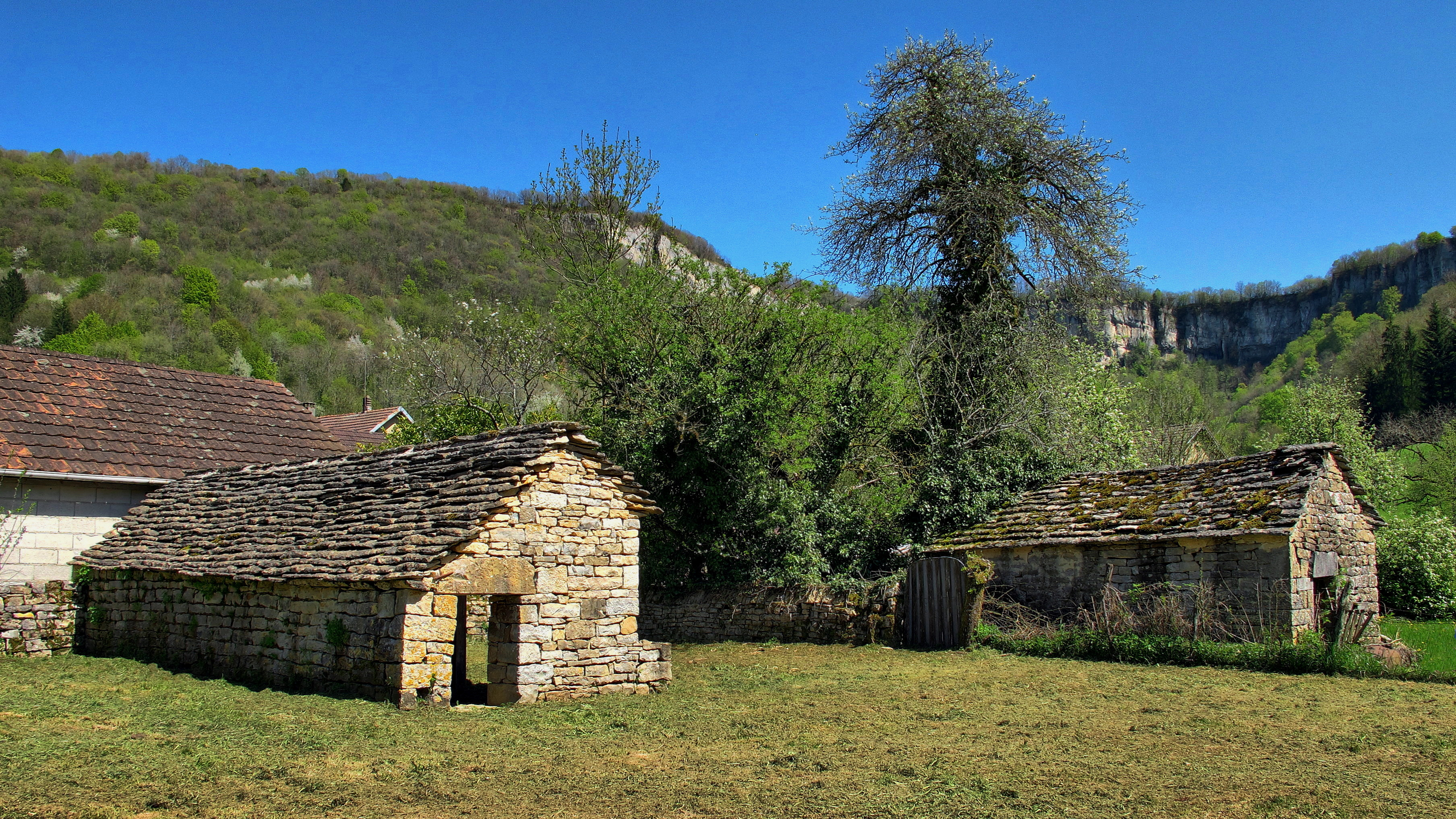
Abeillés en pierre.

## Héraldique
| Blason de Blois-sur-Seille | Blason  | Coupé-ondé parti : au 1 d'azur à un loup arrêté et hurlant d'or, au 2 d'argent à une roue à aubes de gueules, au 3 d'argent à une grappe de raisin de pourpre tigée et feuillée au naturel, au 4 d'azur à un pot à lait d'or; à une épée basse d'or brochant sur la partition. |
| Blason de Blois-sur-Seille | Détails | Créé par JF Binon. Adopté le 2 octobre 2020. |